# Canton de Marseille-1
Le canton de Marseille-1 est une circonscription électorale française du département des Bouches-du-Rhône créée par le décret du 27 février 2014 et entrée en vigueur lors des élections départementales de 2015.

## Histoire
Un nouveau découpage territorial des Bouches-du-Rhône entre en vigueur à l'occasion des élections départementales de mars 2015, défini par le décret du 27 février 2014, en application des lois du 17 mai 2013 (loi organique 2013-402 et loi 2013-403). Les conseillers départementaux sont, à compter de ces élections, élus au scrutin majoritaire binominal mixte. Les électeurs de chaque canton élisent au Conseil départemental, nouvelle appellation du Conseil général, deux membres de sexe différent, qui se présentent en binôme de candidats. Les conseillers départementaux sont élus pour 6 ans au scrutin binominal majoritaire à deux tours, l'accès au second tour nécessitant 10 % des inscrits au 1er tour. En outre la totalité des conseillers départementaux est renouvelée. Ce nouveau mode de scrutin nécessite un redécoupage des cantons dont le nombre est divisé par deux avec arrondi à l'unité impaire supérieure si ce nombre n'est pas entier impair, assorti de conditions de seuils minimaux. Dans les Bouches-du-Rhône, le nombre de cantons passe ainsi de 57 à 29.
Le canton est entièrement inclus dans l'arrondissement de Marseille. Le bureau centralisateur est situé à Marseille.

## Représentation
| Période élective | Période élective | Mandat | Mandat   | Identité         | Nuance | Nuance | Qualité |
| ---------------- | ---------------- | ------ | -------- | ---------------- | ------ | ------ | --- |
| 2015             | 2021             | 2015   | 2021     | Benoît Payan     |        | PS     | Maire de Marseille (décembre 2020 → ) Premier adjoint au maire de Marseille (juillet 2020 → décembre 2020)           |
| 2015             | 2021             | 2015   | 2021     | Michèle Rubirola |        | EELV   | Médecin Première adjointe au maire de Marseille (décembre 2020 → ) Maire de Marseille (juillet 2020 → décembre 2020) |
| 2021             | 2028             | 2021   | en cours | Sophie Camard    |        | DVG    | Économiste Maire des 1er et 7ème arrondissements, membre de la GRS                                                   |
| 2021             | 2028             | 2021   | en cours | Benoît Payan     |        | DVG    | Maire de Marseille (décembre 2020 → )                                                                                |

### Résultats détaillés

#### Élections de mars 2015
À l'issue du 1er tour des élections départementales de 2015, deux binômes sont en ballottage : Benoît Payan et Michèle Rubirola (Union de la Gauche, 26,93 %) et Laurence Delaye et Jean-François Luc (FN, 22,04 %). Le taux de participation est de 45,20 % (17 449 votants sur 38 606 inscrits) contre 48,55 % au niveau départemental et 50,17 % au niveau national.
Au second tour, Benoît Payan et Michèle Rubirola (Union de la Gauche) sont élus avec 67,01 % des suffrages exprimés et un taux de participation de 46,48 % (10 943 voix pour 17 939 votants et 38 595 inscrits).

#### Élections de juin 2021
Le premier tour des élections départementales de 2021 est marqué par un très faible taux de participation (33,26 % au niveau national). Dans le canton de Marseille-1, ce taux de participation est de 31,59 % (12 828 votants sur 40 608 inscrits) contre 32,44 % au niveau départemental. À l'issue de ce premier tour, deux binômes sont en ballottage : Sophie Camard et Benoît Payan (Union à gauche avec des écologistes, 49,8 %) et Marcel Leroux et Hélène Valette (RN, 18,83 %).
Le second tour des élections est marqué une nouvelle fois par une abstention massive équivalente au premier tour. Les taux de participation sont de 34,3 % au niveau national, 35,52 % dans le département et 33,71 % dans le canton de Marseille-1. Sophie Camard et Benoît Payan (Union à gauche avec des écologistes) sont élus avec 75,71 % des suffrages exprimés (9 701 voix pour 13 693 votants et 40 621 inscrits),,.

## Composition
| Nom                               | Code Insee | Intercommunalité                   | Superficie (km2) | Population (dernière pop. légale)                | Densité (hab./km2) | Modifier                                    |
| --------------------------------- | ---------- | ---------------------------------- | ---------------- | ------------------------------------------------ | ------------------ | ------------------------------------------- |
| Marseille (bureau centralisateur) | 13055      | Métropole d'Aix-Marseille-Provence | 240,62           | Fraction : 5 908 (2022) Commune : 877 215 (2022) | 3 646              | modifier les données · modifier les données |
| Canton de Marseille-1             | 1312       |                                    |                  | 74 632 (2022)                                    |                    | modifier les données                        |

Le canton de Marseille-1 comprend la partie de la commune de Marseille située à l'intérieur du périmètre défini par l'axe des voies et limites suivantes : rue du Fort-Notre-Dame, quai Rive-Neuve, quai de la Fraternité, quai des Belges, rue de la République, rue Colbert, rue Puvis-de-Chavannes, rue Sainte-Barbe, rue Lucien-Gaillard, place Jules-Guesde, rue Bernard-du-Bois, passage reliant la rue Bernard-du-Bois au boulevard Charles-Nédelec, boulevard Charles-Nédelec, ligne droite prolongeant le boulevard Charles-Nédelec jusqu'à la rue Honnorat, rue Honnorat, boulevard National, rue Pommier, rue Lautard, rue de la Belle-de-Mai, ligne de chemin de fer de l'Estaque à Marseille, rue Levat, rue Clovis-Hugues, rue Fortuné-Jourdan, rue Despieds, rue Roger-Schiaffini, rue d'Orange, rue Séry, boulevard Leccia, rue François-Simon, boulevard Barbier, rue Sainte-Thérèse, boulevard Pardigon, avenue des Chutes-Lavie, rue Jeanne-Jugan, ligne de chemin de fer de Marseille à Vintimille, boulevard Françoise-Duparc, rue Conception, rue Saint-Bruno, ligne de chemin de fer de Marseille à Vintimille, boulevard du Colonel-Robert-Rossi (au niveau de la rue Brunet), boulevard de la Blancarde, boulevard Louis-Botinelly, avenue d'Haïti, rue Yves-Chappuis, boulevard Chave, boulevard Sakakini, square Sidi-Brahim, rue Abbé-de-l'Epée, rue George, boulevard Chave, rue du Camas, rue Abbé-de-l'Epée, rue Saint-Savournin, place Jean-Jaurès, rue des Trois-Mages, cours Julien, cours Lieutaud, rue Estelle, rue Grignan.

## Démographie
En 2022, le canton comptait 74 632 habitants, en évolution de −2,58 % par rapport à 2016 (Bouches-du-Rhône : +2,48 %, France hors Mayotte : +2,11 %).
| 2013   | 2018   | 2022   |
| ------ | ------ | ------ |
| 75 207 | 36 373 | 74 632 |